# Institut für Angewandte Theaterwissenschaft

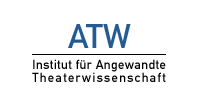
Institutslogo

Das Institut für Angewandte Theaterwissenschaft ist eine Ausbildungsstätte für Theater und Performance an der Justus-Liebig-Universität Gießen. Künstler und Arbeiten, die aus dem Institut hervorgingen, werden zur Gießener Schule gezählt.

## Studienangebot
Zurzeit werden insgesamt drei Studiengänge, ein Bachelor-Studiengang in Angewandter Theaterwissenschaft, ein Master-Studiengang in Angewandter Theaterwissenschaft und der in Englisch unterrichtete Master-Studiengang Choreographie und Performance (Kooperationsstudiengang mit der Hochschule für Musik und Darstellende Kunst Frankfurt am Main) angeboten. All drei Studiengänge kombinieren das theoretische Studium mit einer künstlerischen Ausbildung.
Das Institut ist Mitglied der Hessischen Theaterakademie (HTA, Frankfurt am Main). Durch die systematische Förderung der HTA kommt es dabei zu zahlreichen Kooperationen zwischen den Studiengängen der Angewandten Theaterwissenschaft (BA, MA), dem MA Choreographie und Performance und den benachbarten Hochschulen (Hochschule für Musik und Darstellende Künste, Hochschule für Gestaltung Offenbach am Main, Goethe-Universität Frankfurt am Main).

## Institut
1982 von dem polnisch-deutschen Theaterwissenschaftler und Kritiker Andrzej Wirth gegründet, ist das Institut für Angewandte Theaterwissenschaft Teil der Justus-Liebig-Universität Gießen. Dabei war das Institut für Angewandte Theaterwissenschaft von Beginn an als eine Ausbildungsstätte angelegt, die sich sowohl theoretisch, als auch künstlerisch-praktisch dem Studium des Theaters und der Performance-Kunst widmet. Alle drei Studiengänge sind so strukturiert, dass sie den Studierenden ein möglichst breitgefächertes Studienangebot bieten. Dazu zählt für das theoretische Studium die vorgeschriebene Teilnahme an sogenannten Bausteinfächern, womit inhaltlich verwandte, sozial- und geisteswissenschaftliche Institute an der Justus-Liebig-Universität gemeint sind.
In dieser Form war das Institut im deutschsprachigen Raum eine Neuheit, da es sich entschieden als Alternative zur traditionellen, praktischen Theaterausbildung an Theaterakademien verstand, sich aber genauso von einem ausschließlich theoretischen Studium der Theaterwissenschaften abzugrenzen wusste. Durch die kritische Neuverortung eines Theaters, das sich von der (Produktions-)Ästhetik und Praxis des traditionellen Stadttheaters lossagte, wurde das Institut zudem zu einer festen Größe in der über die letzten Jahrzehnte stark wachsenden freien Theaterszene.
Inhaltlich bildet das Institut dabei den idealen Hintergrund für die systematische Erforschung und Erprobung eines sich immerzu im Wandel befindenden Theaterbegriffs. Theater als Ort der ästhetischen Erfahrung bedarf dabei eines Nachdenkens über Körper, Stimme, Sprache, Raum oder Wahrnehmung in gleichem Maße. Die Studierenden sind gefragt, sich mit den ganz unterschiedlichen Formen von Theater zu beschäftigen und diese als Teil ihrer eigenen theoretischen Beschäftigung und künstlerischen Praxis immer wieder – eben auch auf sprichwörtliche Weise – auf die Probe zu stellen.
Neben Andrzej Wirth war es zu Beginn vor allem auch Hans-Thies Lehmann, der in seinen theaterwissenschaftlichen Studien zu neueren Theaterformen, das Profil des noch jungen Instituts auf viele Jahre hin schärfen sollte. Die künstlerische Professur übernahm 1999 Heiner Goebbels. Die theoretische Professur hatte von 1991 bis 2011 Helga Finter inne, seit 2012 wird die Professur von Gerald Siegmund besetzt. Für die Professur für Tanzwissenschaft und Leiterin des Studiengangs Choreographie und Performance konnte im Jahr 2012 die slowenische Philosophin und Dramaturgin Bojana Kunst gewonnen werden.
Zusätzlich wird das Lehrangebot durch die jedes Semester neu besetzte Gastprofessur ergänzt. So unterrichteten in Gießen schon namhafte Künstler und Theoretiker, wie Marina Abramović, Heiner Müller, George Tabori, Emma Lew Thomas, John Jerusun, Samuel Weber, Diedrich Diederichsen, Marten Spangberg, VA Wölfl, Chris Kondek, Dietmar Dath, Antonia Baehr, Richard Schechner, Patrice Pavis, Josette Feral, Robert Wilson, Richard Foreman, Georg Seeßlen, Mathilde Monnier, Jérôme Bel, Xavier Le Roy, Rabih Mroué, Tino Sehgal, Claudia Bosse oder Walid Raad.

## Absolventen des Instituts
Absolventen der Angewandten Theaterwissenschaft arbeiten anschließend in unterschiedlichen Tätigkeitsfeldern. Im Festival- oder Theatermanagement, in Verlagen und Kulturbehörden, im Bereich Ton- oder Videodesign, im dramatischen Schreiben, in der Wissenschaft und in der künstlerischen Praxis. Zu den bekannten Absolventen zählen vor allem Theaterkollektive, aber auch Regisseure, Theoretiker und Choreografen, unter anderem:
Auftrag: Lorey, Rimini Protokoll, She She Pop, René Pollesch, Hofmann & Lindholm, Showcase Beat Le Mot, Gob Squad, Studio Beisel, Miriam Dreysse, auch Hans-Werner Kroesinger, Helena Waldmann, Moritz Rinke, Tim Staffel, Till Müller-Klug, Arnd Wesemann, Wolf-Dieter Ernst, Kerstin Evert, Robert Schoen, Susanne Foellmer, Herbordt/Mohren, Bastian Kraft, Florian Malzacher, Bettina Masuch, Patrick Primavesi, Jochen Roller, Christoph Rodatz, Markus Wessendorf, Isa Wortelkamp, Jens Roselt, Annemarie Matzke, André Eiermann und Jörn Etzold.
Zahlreiche Uraufführungen von Absolventenarbeiten fanden im Mousonturm in Frankfurt am Main statt.